# Праздник всех святых (фильм)
«Праздник всех святых» (англ. Feast of All Saints) — американская телевизионная экранизация одноимённого романа Энн Райс (2001).

## Сюжет
Фильм основан на одноимённом эпическом романе Энн Райс, повествующем о свободных афроамериканцах Нового Орлеана перед началом Гражданской войны. Белый землевладелец Филипп живёт на два дома — у него есть как светлокожая жена, так и темнокожая страсть, Сесилия. Проблема начинается тогда, когда Марсель, сын Филиппа и Сесилии, узнаёт о своём происхождении, и вследствие этого уже не может жениться на женщине, которую любит. Вскоре Марсель ощущает обе стороны такого происхождения, и понимает, что социальная иерархия является намного более опасной и таинственной, чем он считал ранее.

## Актёрский состав
| В ролях          |  | Персонаж          |
| ---------------- |  | ----------------- |
| Глория Рубен     |  | Сесилия           |
| Питер Галлахер   |  | Филипп            |
| Роберт Ри’чард   |  | Марсель           |
| Дженнифер Билз   |  | Долли Роуз        |
| Осси Дэвис       |  | Жан-Жак           |
| Руби Ди          |  | Элси Клавьер      |
| Пэм Гриер        |  | Сюзетта           |
| Жасмин Гай       |  | Жюлиет Мерсье     |
| Джеймс Эрл Джонс |  | старый Марсель    |
| Эрта Китт        |  | Лола Деде         |
| Бен Верин        |  | Рудольф           |
| Форест Уитакер   |  | дагерротип Пикара |
| Дженни Левайн    |  | Аглая Дазенкур    |
| Бьянка Лоусон    |  | Аннабелла Монро   |
| Николь Лин       |  | Мария             |
| Рэйчел Латтрелл  |  | Лизетта           |
| Дэниел Санжата   |  | Кристоф Мерсье    |
| Виктория Роуэлл  |  | Жозетта Метойер   |
| Тоби Проктор     |  | Генри             |
| Уолтер Борден    |  |                   |
| Ричард Иден      |  | Роберт Бошам      |
| Клайв Ревилл     |  | Жакемин, нотариус |
| Джошуа Пис       |  | Колин Кингсли     |

## Награды и номинации
Полный перечень наград и номинаций — на сайте IMDB
| Премия                                                        | Категория                   | Имя | Результат |
| ------------------------------------------------------------- | --------------------------- | --- | --------- |
| Эмми 2002 г.                                                  | Лучший парикмахер           | Реган Нобл | Победа    |
| Эмми 2002 г.                                                  | Лучший дизайнер по костюмам | Ван Бротон Рамсей, Дженни Флинн, Шейла Фицпатрик, Сонни Мерритт, Джонатан Тамаркин, Корнелия Медак                                                                              | Номинация |
| Эмми 2002 г.                                                  | Лучший звуковой монтаж      | Энтони Маццеи, Дэвид Б. Кон, Ларри Манн, Джейн Boegel, Барбара Дж. Богуский, Расселл Девулф, Том Скарри, Эрик Aadahl, Алан Бромберг, Тодд Мураками, Эрик Уильямс, Дэйл У. Перри | Номинация |
| Hollywood Makeup Artist and Hair Stylist Guild Awards 2002 г. | Лучший парикмахер           | Реган Нобл, Лорна Хендерсон, Лори Лофчик | Победа    |
| Hollywood Makeup Artist and Hair Stylist Guild Awards 2002 г. | Лучший визажист             | Патрисия Keighran, Эдриан Литтл | Победа    |